# Copestylum tricinctum
Copestylum tricinctum är en tvåvingeart som först beskrevs av Jacques-Marie-Frangile Bigot 1875.  Copestylum tricinctum ingår i släktet Copestylum och familjen blomflugor. Inga underarter finns listade i Catalogue of Life.